# چارلز گیلیبرت
چارلز گیلیبرت (انگلیسی: Charles Gillibert؛ زادهٔ ۱۴ سپتامبر ۱۹۷۷) تهیه‌کننده فیلم اهل فرانسه است.
از فیلم‌ها یا مجموعه‌های تلویزیونی که وی در آن‌ها نقش داشته است، می‌توان به سپید همچون برف اشاره نمود.